# Frederic Storm
Frederic Storm (ur. 2 lipca 1844 w Alzacji we Francji, zm. 9 czerwca 1935 w Nowym Jorku) – amerykański polityk, członek Partii Republikańskiej.

## Działalność polityczna
W 1895 został wybrany do New York State Assembly. W okresie od 4 marca 1901 do 3 marca 1903 przez jedną kadencję był przedstawicielem 1. okręgu wyborczego w stanie Nowy Jork w Izbie Reprezentantów Stanów Zjednoczonych.